# Амарал, Роза
Роза Амарал (порт. Rosa Amaral; род. 21 июня 1980) — ангольская гандболистка, линейный. Участница летних Олимпийских игр 2004 года, двукратная чемпионка Африки 2002 и 2004 годов.

## Биография
Роза Амарал родилась 21 июня 1980 года.
Играла в гандбол за ангольский «Петру Атлетику» из Луанды.
В 2004 году вошла в состав женской сборной Анголы по гандболу на летних Олимпийских играх в Афинах, занявшей 9-е место. Играла на позиции линейного, провела 5 матчей, забросила 2 мяча (по одному в ворота сборных Дании и Греции).
Дважды выигрывала золотые медали чемпионата Африки — в 2002 году в Марокко и в 2004 году в Египте.